# Танин
Танини (полифеноли) или штавне материје су сложена једињења биљног порекла која имају опор укус. Могу да испуњавају читаву вакуолу биљне ћелије која тада добија назив танинска вакуола. Налазе се у стаблима и листовима неких биљака, а садрже их и зелени плодови који због тога имају опор укус. Сазревањем плодова количина танина у њима се смањује. Осим у медицини, нашли су примену у индустрији коже за штављење. 
Лековитост танина и њихова употреба је вишеструка:
- имају дејство против бактерија и гљива;
- делују хемостатично јер сужавају крвне судове и стварају чеп од згрушане крви;
- ублажавају и лече дизентерију;
- противотрови су различитим материјама и др.